# Euphorbia ammophila
Euphorbia ammophila är en törelväxtart som beskrevs av Susan Carter och Dioli. Euphorbia ammophila ingår i släktet törlar, och familjen törelväxter. Inga underarter finns listade i Catalogue of Life.